# El Plata (diario argentino)
El Plata Informador es un periódico argentino que se edita en la ciudad de La Plata (provincia de Buenos Aires).

## Historia
El El Plata Informador es un diario lanzado el 23 de octubre de 1998 por el diario El Día de La ciudad de La Plata y se creó para captar al público de escasos recursos económicos.
La redacción del diario se realiza en las oficinas de El Día, sita en la diagonal 80 N.º 815 entre calles 3 y 4. El Plata Informador y El Día se imprimen en los talleres de calle 44 entre 153 y 155 de la ciudad de La Plata.
El Plata Informador comenzó con 72 páginas color, resueltas en seis columnas cada una. El 40 por ciento del contenido se destina a información deportiva. El diario está vinculado con empresas del grupo Kraiselburd. El primer número tuvo una tirada de 30.000 ejemplares, con buena recepción en los quioscos.
Hoy en día, contiene 24 páginas color, en cinco columnas por página, y fija domicilio legal en calle 46 N.º 423, La Plata, CP (1900).